# Cobra (G.I. Joe)
Cobra, o también Comando Cobra (conocida en España como Cupra entre 1987 y 1994), es una organización terrorista ficticia y la némesis del Equipo G.I. Joe en la línea de juguetes de figuras de acción de Hasbro G.I. Joe: A Real American Hero y G.I. Joe: Sigma 6, así como en medios relacionados dentro del universo de A Real American Hero (en España: Héroes Internacionales, en México, Argentina y Venezuela: Comandos Heroicos), creada por el Comandante Cobra, para conseguir la dominación del mundo.
Esta organización era mostrada de maneras diferentes en el cómic y en la serie de animación. En el primero aparecía como una organización paramilitar eficiente y creíble, con una maquinaria política y jurídica muy poderosa, infiltrada en todas las esferas de la sociedad estadounidense, y con pretensiones de dominación global. En la segunda era mostrada de forma menos realista, estando integrada por personajes caracterizados de manera grotesca, con escasa competencia, y con planes de dominación mundial basados en muchos casos en artefactos de ciencia ficción, o en objetos místicos o mágicos.

## Origen
Cuando en 1982 la compañía juguetera Hasbro decidió relanzar sus figuras de G.I. Joe, lo hizo acompañándolas de una némesis, que fue bautizada como Cobra, y dotada de un logotipo representando esta serpiente. La autoría de su creación parece recaer en Archie Goodwin, que en aquella época era editor de Marvel Comics, y que definió el concepto de lo que iba a ser el carácter de este nuevo grupo junto con el editor jefe Jim Shooter, Tom De Falco y quien iba a ser el guionista, Larry Hama.
En la línea de juguetes, nunca se definió un origen para Cobra.

## Organización

### Alto Comando
Todos los miembros de la organización Cobra son retratados luchando contra G.I. Joe, sin embargo, hay varias luchas de poder internas dentro del grupo.
- Comandante Cobra - El líder y fundador de la organización Cobra. Su rostro está mayormente oculto, ya sea con una capucha, con solo sus ojos visibles, o con un casco de batalla de alta tecnología sin rasgos distintivos. En la caricatura Sunbow, se decía que lo usaba para ocultar su desfiguración inhumana, esto era cierto, pero más tarde se descubrió que además se hizo para mantener el secreto de su identidad civil: se reveló que era un agente de una raza de serpientes reptilianas conocida como "Cobra-La". En el cómic, se lo considera el hombre más peligroso de la Tierra debido a su capacidad para atraer seguidores. Solo la Baronesa y Destro le han visto la cara.
- Serpentor - El Emperador Cobra, creado a través de la investigación de clonación realizada por el Doctor Mindbender. El proceso usó ADN extraído de los restos de líderes militares despiadados, incluidos Julio César, Napoleón Bonaparte, Atila el Huno, Vlad Tepes (solo caricatura), Alejandro Magno, Aníbal y Genghis Khan. En la serie de televisión Sunbow, el Sgt. Slaughter miembro de G.I. Joe. En los cómics, Storm Shadow es la décima y única fuente viva de ADN en lugar del Sgt. Slaughter. Además de su disposición genética, un experimento temprano también le dio acceso a los patrones cerebrales del saltador HALO de G.I. Joe, Ripcord lo que le permitió usar las estrategias de G.I. Joe contra ellos. Serpentor fue asesinado por Zartan, solo para ser revivido por un grupo disidente de Cobra conocido como Coil, y luego asesinado nuevamente por el Comandante Cobra.
- Destro, o James McCullen Destro XXIV - Un escocés que se representa con una máscara de metal, que fue habilitada por una forma de nanotecnología o metal líquido. En la caricatura, la boca de su máscara se mueve. Destro, un traficante de armas, a menudo intenta usurpar el liderazgo de Cobra. Destro es el líder hereditario de M.A.R.S. (Sindicato de Investigación de Armamentos Militares) y utiliza su ejército personal, los Granaderos de Hierro, para iniciar conflictos con el fin de vender armas a ambos bandos. Destro tiene un sentido del honor retorcido y un respeto a regañadientes por G.I. Joe.
- Baronesa o baronesa Anastasia Cisarovna - La Baronesa es hija de aristócratas europeos que se convirtieron en terroristas después de que su hijo (el hermano de la Baronesa) fuera asesinado. Su hermano había estado en un punto crítico político ayudando a los refugiados cuando lo tomaron como rehén junto con el grupo de trabajadores humanitarios para los que se había ofrecido como voluntario. Los guardabosques del ejército de EE. UU. intentaron liberar a los rehenes, pero la misión fracasó y resultó en la muerte del hermano. En los cómics originales de Marvel, culpó a Snake Eyes por su muerte. La Baronesa se desempeña como directora de inteligencia de Cobra y tiene una relación sentimental con Destro.
- Doctor Mindbender - Un científico loco y ex dentista, creó varios dispositivos de control mental y también era un experto en manipulación genética. Es el responsable de la creación de Serpentor y los B.A.T., además de perfeccionar el escáner de ondas cerebrales. Aunque generalmente se lo representa como bastante musculoso, Mindbender se presenta como cobarde y prefiere evitar las confrontaciones físicas.
- Tomax y Xamot - Hermanos gemelos que lideran la Crimson Guard y son la cara corporativa respetable de Cobra. Cuando no participan en misiones de campo, Tomax y Xamot visten traje y corbata, gestionando los asuntos comerciales de Cobra. Los hermanos comparten una conexión empática. Si bien esto a menudo es útil, ya que les permite comunicarse sin palabras y terminar las oraciones del otro, también es una responsabilidad, ya que sienten el dolor del otro durante las peleas. Tomax y Xamot son imágenes especulares entre sí, excepto que Xamot tiene una cicatriz en el lado derecho (caricatura) de su rostro, representada en el lado izquierdo en la figura de acción de 1985. Los gemelos dirigen una corporación llamada Extensive Enterprises y son más conocidos por sus habilidades en la sala de juntas que en el campo de batalla.
- Storm Shadow o Thomas "Tommy" Arashikage - Un ninja entrenado en artes marciales que se desempeña como asesino y guardaespaldas de Cobra. Su origen varía según la fuente: en varias caricaturas, es un villano de sangre fría y un asesino impenitente. En Marvel Comics (que revela que sirvió en el ejército estadounidense en Vietnam con Snake Eyes y Stalker), se unió a Cobra para reunir pruebas y limpiar su nombre después de haber sido incriminado por el asesinato de Hard Master por el operativo Cobra Zartan. Storm Shadow finalmente deja Cobra y se convierte en miembro de G.I. Joe, aunque es capturado y lavado el cerebro por el Comandante Cobra para servir una vez más a Cobra. Luego se libera y se reúne con G.I. Joe. En la caricatura de Sunbow/Marvel, Storm Shadow fue representado como un rival de Spirit y más tarde Quick Kick en lugar de Snake Eyes. En la caricatura de DIC, Storm Shadow solo se unió a Cobra para descubrir quién deshonró a su clan antes de desertar a G.I. Joe.
- Zartan - El líder de los Dreadnoks, un maestro espía y asesino. Es un maestro del disfraz, a menudo transformándose literalmente en la forma física exacta de la persona que busca suplantar (una habilidad atribuida a una serie de misteriosos experimentos genéticos que soportó). En la mayoría de las historias, Zartan también es capaz de cambiar el color de su piel para mezclarse con su entorno. Su habilidad especial se ve interrumpida por la luz del sol.

### Comando menor
- Mayor Bludd - El mayor Sebastián Bludd es un mercenario australiano con amplia experiencia en combate, que a veces trabaja para Cobra. Es un maestro táctico y es un experto en todas las armas conocidas. Generalmente retratado como el comandante de infantería de Cobra, el mayor Bludd es conocido por el asesinato del General Flagg, el líder original del equipo G.I. Joe, así como por la mordaza de que Bludd escribió poesía muy mala.
- Firefly - El saboteador más grande del mundo, los antecedentes de Firefly son un misterio. Mercenario y asesino, Firefly no ofrece garantías ni reembolsos. Se le presenta como un experto en todo tipo de artefactos explosivos y materiales de demolición. También es el maestro sin rostro del clan ninja Koga.
- Doctor Venom - Un científico de Cobra que desempeñó un papel importante en los primeros dos años de la historia del cómic. Luego fue retratado como si hubiera muerto en acción, y finalmente fue reemplazado por el Doctor Mindbender.
- Scrap-Iron - El especialista antiblindaje de Cobra. Junto con el Dr. Mindbender, también inventó los B.A.T.s.
- Kwinn - Un mercenario inuit que solo aparece en los dos primeros años de la serie de cómics. Un mercenario con un fuerte código de honor, se lo describió como habiendo trabajado previamente para la CIA, Mosad, MI6 y la KGB, lo que lo llevó a trabajar con Cobra en Sierra Gordo. Más tarde renunció a su vida como mercenario, pero fue traicionado y asesinado por el Doctor Venom en la serie.
- Fred VII - Un soldado de Crimson Guard, que se hizo pasar temporalmente por Comandante Cobra después de creer que le había disparado fatalmente. Murió después de que el verdadero Comandante Cobra regresara a la serie.
- Black Out - El francotirador Thomas Stall, quien fue rechazado por G.I. Joe por reprobar su examen psicológico, y se sospechaba que estaba involucrado en la desaparición de su hermana. Después de ser encarcelado, Thomas escapó del bergantín en Fuerte Huachuca durante un ataque de Cobra, a quien se rindió y posteriormente se unió.

### Facciones
- Black Dragon - Una organización ninja que trabaja para Cobra.
- Cobra-La - Una civilización antigua con la que se decía que Cobra tenía conexiones en diferentes adaptaciones.
- Coil - Un ala religiosa de Cobra y un culto muy influyente conocido por el público como un grupo de autoayuda.
- Dreadnoks - Liderados por Zartan y sus hermanos Zandar y Zarana, los Dreadnoks son una pandilla de motociclistas militarizados que trabajan para Cobra cuando se necesita fuerza bruta. Zartan los usó como respaldo y los trajo consigo cuando se unió a Cobra, y Zarana en particular se convirtió en un agente de alto rango de Cobra bajo Fred VII. Los miembros incluyen Buzzer, Gnawgahyde, Monkeywrench, Ripper, Road Pig, Thrasher, Torch y Zanzibar.
- Iron Grenadiers - Los Iron Grenadiers son un ejército privado de propiedad y mantenido por Destro.
- V.E.N.O.M. - Abreviatura de Vicious Evil Network Of Mayhem. La figura de acción del especialista Trakker para la línea de juguetes G.I. Joe afirma que V.E.N.O.M. es una rama de investigación de tecnología y armas y un ejército mercenario para Cobra.

### Rango y archivo
La gran mayoría de Cobra está formada por legiones de soldados uniformados. Casi todos ellos aparecen enmascarados para ser anónimos y muy diversificados según especialidades y funciones. Algunos de los más destacados incluyen:
- Soldados Cobra - Estos son los soldados de infantería básicos introducidos en 1982, equipados con equipo militar normal (a diferencia del equipo de alta tecnología de los Vipers), con Cobra Officers como líderes de campo. Aparecen tanto en la serie de dibujos animados como en la de cómics.[3]
- Crimson Guard - Dirigidos por Tomax y Xamot, estos soldados de élite se presentaron por primera vez en la serie en 1985. Se dice que además de un intenso entrenamiento militar, deben tener un título en contabilidad o derecho, y a menudo se usan en profundidad para cubrir operaciones, haciéndose pasar por civiles o políticos. Los juguetes posteriores ampliaron el concepto Crimson Guard con el lanzamiento de figuras como Crimson Guard Immortals y Commanders, así como vehículos específicos del grupo. Como otra parte de sus operaciones de cobertura profunda, muchos Crimson Guardsmen se someten a cirugía plástica para adoptar características idénticas en caso de que se requiera que un Seigie (la pronunciación fonética de "CG") reemplace a otro en una cobertura pública. Crimson Guard también mantiene los frentes comerciales legales de Cobra.
- Cobra Vipers - Introducidos en 1986 como reemplazo de los Cobra Troopers, estos soldados de infantería complementan a los Soldados Cobra tanto en la serie de dibujos animados como en la de cómics. El concepto, introducido originalmente en 1985 con la introducción de Tele-Vipers (expertos en comunicación) evolucionó rápidamente hasta convertirse en un sufijo para todas las futuras tropas Cobra (como Air-Viper, Ice-Vipers, Motor-Vipers, Techno-Vipers, etc.). Con respecto a los Vipers originales sin adjetivos, Hasbro a menudo ha alternado entre establecer a los Vipers como la posición de nivel de entrada en Cobra, o para que sean la élite de las tropas terrestres de Cobra en la medida en que sean iguales o superiores a la camisa azul normal de las tropas.
- B.A.T.s - Los Battle Android Troopers se introdujeron en 1986 y se usan ampliamente en la serie de dibujos animados para presentar un ejército al que los héroes podrían disparar sin matar seres vivos. Concebidos como una alternativa a los soldados vivos, los androides son peligrosos tanto para amigos como para enemigos debido a sus sensores oculares deficientes.
- Python Patrol - Aunque su origen difiere en la serie de dibujos animados y cómics, Python Patrol es una unidad de élite de Cobra, seleccionada a mano por el Comandante Cobra (en el cómic, fueron seleccionados a mano por su impostor). Lo que hace que este grupo se destaque es su uso de la tecnología de recubrimiento sigiloso, enmascarando sus vehículos y uniformes de la mayoría de las formas de detección electrónica.
- Night Creepers - Un sindicato de ninjas de alta tecnología y mercenarios contratados por Cobra como espías o asesinos. Hicieron una aparición tanto en la serie de dibujos animados como en la de cómics, donde se convirtieron en un enemigo recurrente de Ninja Force.

### Bases
Cobra mantiene varias bases en todo el mundo. En varias encarnaciones de medios, la base principal de Cobra es la Isla Cobra. En la serie Marvel Comics, Cobra tiene bases, células subterráneas e incluso comunidades enteras repartidas por todo el mundo. Las siguientes son varias ubicaciones específicas con nombres:
- Playa Broca - Después de la destrucción de Springfield, Cobra creó otra ciudad como base secreta de operaciones en Estados Unidos. Este fue transformado de un pueblo costero abandonado. Los antiguos residentes de la ciudad destruida de Springfield fueron reubicados aquí.
- Castillo Destro - La fortaleza de Destro en Escocia. Campo de entrenamiento de los Granaderos de Hierro. Aunque destruido por el Comandante Cobra, presumiblemente se reconstruyó un nuevo castillo algunos años después.
- Ciudadela Cobra, también conocida como Silent Castle - la base de operaciones de Cobra en Europa del Este, ubicada en Trans-Carpathia. Propiedad principalmente de Destro, incorporó muchos pasadizos secretos y características en el diseño del castillo, incluida la capacidad de cambiar su configuración (a través de una serie compleja de niveles, poleas y engranajes) a una semejanza casi exacta de Castillo Destro, tanto interna como externamente. Aunque inicialmente cedió los derechos del castillo a Destro, el Comandante Cobra luego decidió que lo quería de vuelta ya que estaba bastante cerca de sus operaciones en Darklonia. Su diseño apareció por primera vez en la miniserie de televisión "The MASS Device".
- Consulado Cobra - Un rascacielos en la ciudad de Nueva York utilizado por Cobra como embajada y base de operaciones después de que la Isla Cobra fuera declarada nación soberana. Sus niveles superiores fueron destruidos en una batalla con G.I. Joe, y Cobra abandonó el edificio durante algún tiempo (a excepción de algunas reuniones ultrasecretas nocturnas). En los cómics de Devil's Due fue reconstruido y utilizado una vez más.
- Isla Cobra - La base principal de operaciones de Cobra. Fue creada después de un gran terremoto provocado por el hombre. Los abogados de Cobra, bien preparados, se mudaron e hicieron que se declarara una nación soberana. Fue el campo de batalla de la guerra civil Cobra y la batalla contra The Coil. Después de que Cobra desapareciera durante varios años, la isla fue incautada por la ONU. Luego quedó bajo el control de The Coil, luego Cobra, y finalmente fue destruida por una ojiva nuclear, que también mató a todos los miembros de Coil.
- Helicarrier, también conocido como Cobra Air Ship - Un portaaviones volador de la serie de dibujos animados Sunbow. Sirvió como base móvil para Cobra hasta que se perdió en una batalla por un dispositivo de materia-antimateria, cuando embistió el portaaviones convencional de G.I. Joe. Ambos portaaviones se hundieron hasta el fondo del mar. Se encargó otro helicóptero, pero también fue destruido sobre los cielos de Liberty Island en la ciudad de Nueva York.
- Millville - Una ciudad siderúrgica que cayó en la ruina económica después del cierre de la planta local. Cuando Cobra desciende en masa un día, los residentes se dejan influir por la promesa del Comandante Cobra de riqueza y prosperidad rápidas para aquellos que se someten a su gobierno. Sin embargo, Cobra inmediatamente subyuga a la ciudad a través de un dispositivo de lavado de cerebro, lo que lleva a la formación de una resistencia local. El combate con numerosos Autobots y Decepticons hace que Cobra finalmente abandone la ciudad y sus ciudadanos.
- Base Monolito - Un enorme complejo montañoso ubicado en Badhikistan. Sirvió como base principal de Cobra, pero fue tomada en un asalto total por G.I. Joe.
- Springfield - Una pequeña ciudad bastante anónima en los EE. UU. que Cobra operaba en secreto como base. El pueblo estaba pobre y desesperado cuando llegó el hombre que se convertiría en Comandante Cobra. Se convirtió en el salvador de la ciudad y fue allí donde fundó Cobra. Allí se llevaron a cabo muchas operaciones encubiertas, incluida la creación de Serpentor, que a su vez condujo directamente a la evacuación de la población de la ciudad a la isla Cobra cuando los Joe se enfrentaron a Cobra. En el episodio de dos partes producido por Sunbow There's No Place Like Springfield, la ciudad existía en una isla y era conocida como Templo Alpha. Springfield era en realidad una fachada para un centro subterráneo de entrenamiento Cobra. Sin embargo, a diferencia de los cómics, la ciudad sobre el suelo estaba poblada principalmente por sintoides.
- Extensive Enterprises - Un conglomerado global basado en las Enterprise Towers gemelas en Enterprise City. Tomax y Xamot son sus propietarios y codirectores ejecutivos.
- M.A.R.S. - Military Armaments Research Systems/Syndicate - Una empresa legítima de fabricación de armas con sede en Callander, Escocia. Destro es el actual propietario y director ejecutivo.
- Terror Drome - En la serie de cómics de Marvel Comics, Terror Drome es una pequeña fortaleza prefabricada, vendida por Cobra a países del tercer mundo y naciones en desarrollo para su defensa. Se requiere personal de Cobra para ejecutar los Terror Dromes, proporcionando formas para que Cobra se infiltre en el país.[4] El juego de la base se lanzó por primera vez en 1986 y venía con tres bahías para vehículos, un depósito de municiones, una celda de prisión, cañones montados en torres, un silo de lanzamiento para un mini-jet y una figura de acción.[5]

Para ocultar ciertos aspectos de su funcionamiento, Cobra mantiene varios frentes comerciales legítimos (además de la propia ciudad de Springfield y los negocios que la rodean), casi todos los cuales parecen ser anagramas de la palabra "Cobra".

## Serie de historietas

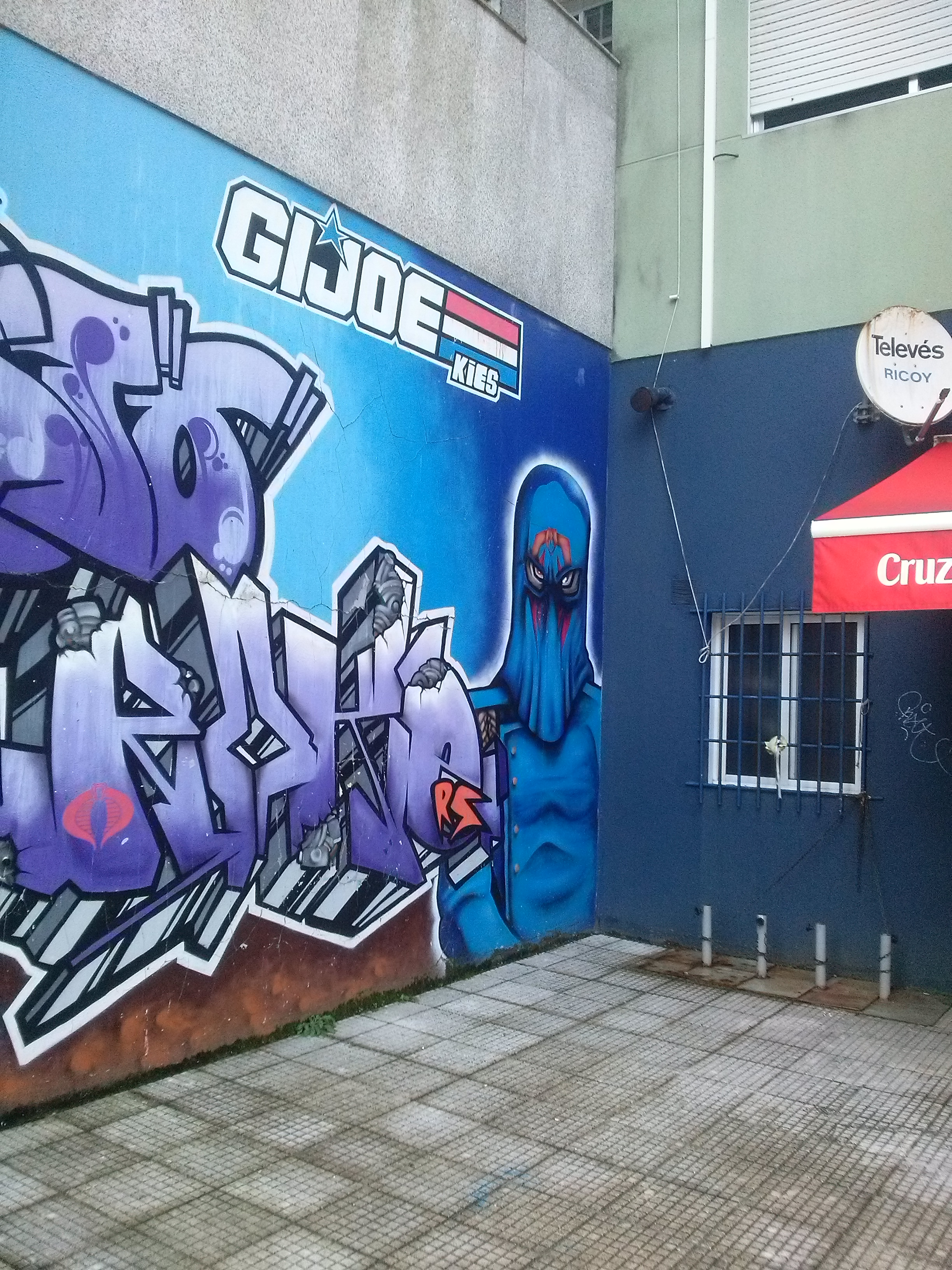
Grafiti en la ciudad de Vigo (España) con la imagen del Comandante Cobra.

### Marvel Comics
Cobra tuvo sus inicios cuando el hombre arruinado financieramente que se convertiría en el Comandante Cobra se instaló en un pueblo estadounidense llamado Springfield. Culpando al gobierno federal y a las grandes empresas por sus desgracias, concibió un plan para formar una organización secreta para adquirir riqueza y poder y así vengarse del mundo. Springfield era un lugar perfecto para comenzar la organización, ya que la ciudad misma había atravesado tiempos difíciles y la población estaba desilusionada. Pronto, la organización creció con la entrada de personas de ideas afines de todo el país. Gran parte de la financiación inicial de Cobra provino de esquemas piramidales y otros planes comerciales semilegítimos, y ese éxito financiero permitió una adquisición gradual e intensa.
En muy poco tiempo, Cobra pasó de ser un negocio a un movimiento paramilitar. Motivado por la codicia y el poder, el grupo pronto se expandió por todo el país, operando en secreto, participando en el terrorismo para lograr sus objetivos. Cuando el gobierno de EE. UU. reconoció a Cobra como una amenaza, la organización ya se había afianzado como un poderoso ejército privado y una organización terrorista en todo el mundo.
Muchos de sus miembros (especialmente los de las unidades de élite de Crimson Guard) llevan vidas aparentemente normales, apoyando a Cobra de forma encubierta. Cobra atrajo a miembros con la promesa de recompensas financieras rápidas y poder para aquellos dispuestos a ser lo suficientemente despiadados. También ofreció un mundo de orden y fuerza, siendo su "comunidad modelo" de Springfield un ejemplo del ideal Cobra.
Cobra finalmente lograría una legitimidad temporal mediante la creación artificial de la Isla Cobra, que fue reconocida como una nación independiente por la comunidad internacional. Esto permitió a Cobra tener instalaciones diplomáticas en los Estados Unidos a través de un edificio del Consulado Cobra adquirido en la ciudad de Nueva York.
Durante el mandato de Serpentor, la principal fuente de ingresos de Cobra provino de la venta de armas a las naciones del Tercer Mundo. Esto llevó a un choque con la Organización M.A.R.S. de Destro, que proporcionó a Cobra gran parte de sus armas.
Para una serie de historietas predominantemente dirigida a niños, Cobra fue una representación relativamente madura de una organización terrorista de gran éxito. Con su fuerte imaginería simbólica, líder carismático y despiadado y jerarquía fanática, el grupo ficticio es similar a otras organizaciones fascistas y terroristas ficticias como SPECTRE de James Bond y la organización similar del Universo Marvel HYDRA.
Larry Hama describió a las tropas Cobra como motivadas por el dinero, el poder y un sentido de hermandad. Sin embargo, no son fanáticos hasta el punto de luchar hasta el último hombre y hasta el último aliento. Si todo está perdido, se rendirían voluntariamente o huirían si tuvieran la oportunidad, algo que sus líderes rara vez les permiten hacer. El entrenamiento brutal representado en las fichas de los soldados es muy característico de las novatadas rituales.
La única instancia que ha mostrado a Cobra como una organización fanática suicida fue en el número 8, donde los soldados voluntariamente se dejaron volar en un bote después de su pérdida.
Para cuando el Gobierno de Estados Unidos la clasificó como "amenaza terrorista", ya había logrado establecerse en múltiples países.

### Action Force
En el Reino Unido, G.I. Joe se comercializó con el nombre de Action Force. Los antagonistas originales de la serie Action Force eran Red Shadows. Las Sombras Rojas eran una organización terrorista dirigida por el Barón Ironblood y su lugarteniente, el Mayor Negro. Los miembros destacados incluyeron al experto en artillería Red Laser y al comandante de tanque Red Jackal.
La serie Action Force finalmente se escribió para que coincidiera más con la franquicia americana G.I. Joe. La historia del "World Enemy No. 1" en el cómic de Battle Action Force tenía a Ironblood traicionando a los Red Shadows, abandonándolos para que murieran sin sentido y ocultándose. Cuando resurgió, había organizado un nuevo grupo llamado Cobra y se renombró a sí mismo como el Comandante Cobra. Red Jackal rastreó al Comandante Cobra con la intención de matarlo para vengar la traición que había cometido. A punto de estrangular al Comandante, Jackal sucumbió al gas aturdidor y se desmayó, sin completar su oración declarando su intención de destruir al ex Barón Ironblood. Admirando su tenacidad e ingenio, el Comandante Cobra eligió no matar al hombre y, en cambio, le permitió continuar sirviendo. Para recordarle a Jackal que, al final, no pudo eliminar al Comandante Cobra, el líder lo renombró 'Destro', la última palabra que pronunció como su antiguo yo.

### IDW
En el universo de IDW, Cobra es una organización sombría y rumoreada, dirigida por un hombre conocido solo como "el Comandante"; sin embargo, ha habido otros Comandantes en el pasado, elegidos para el 'cargo' por el cuerpo sin rostro conocido como el Consejo Cobra. La Baronesa se refiere a ella como "una antigua organización... instalada en sus propias tradiciones" que ha existido durante siglos. Se desconoce la identidad de los miembros del Consejo.
Otros agentes de alto rango incluyen Xamot y Tomax (líderes corporativos, coaccionados por Cobra para fusionar su organización Extensive Enterprises con ellos), Crystal Ball (maestro de tácticas psicológicas y asuntos internos), Mayor Bludd, Capitán Vicuña (comandante del submarino), y los principales científicos Dr. Mindbender y Copperback.
El método estándar de Cobra es desestabilizar una nación ya inestable, utilizando tanto el terrorismo como compañías ficticias para golpear la economía. Luego contratan abiertamente a sus soldados Crimson Guard para ese país y poco a poco hacen que la población confíe más en ellos que en su gobierno. Una operación involucró la manipulación de una pequeña guerra en África, lo que obligó a la nación atacada a vender sus activos nacionales.
Tiene su propia red de comunicaciones secreta, Cobranet, desconectada de Internet normal. Los grupos terroristas de todo el planeta son algo conscientes de Cobra y les tienen miedo. Una compañía de ayuda internacional sirve como un frente Cobra, y utilizan una prueba psicológica para identificar reclutas potenciales y leales. Más tarde se revela que un gran culto, The Coil (dirigido por Serpentor), también es parte de la organización de Cobra. Ellos tienen una prisión llamada Sección Diez y Base Selene, ubicada en la Luna.
Mainframe se topa por primera vez con la conspiración global de Cobra por accidente, y el General Hawk creía que estaba loco. Decidido a revelar la organización, se ausentó sin permiso. Más tarde, Snake Eyes también se ausenta sin permiso en busca de Cobra. Más tarde, los Joe escuchan la palabra "Cobra" mencionada después de romper uno de los envíos de armas de Destro, pero no saben lo que realmente es. Duke cree que la organización es solo un mito y Hawk ahora cree que es el nombre en clave de una operación, pero en este punto Scarlett cree que Cobra es una amenaza real a gran escala. Como resultado, mantuvo contacto no autorizado con Snake Eyes al respecto. Aproximadamente en este momento, Chuckles es enviado a infiltrarse en una organización secreta que, pronto se descubre, es de hecho Cobra.
Gracias a Mainframe y Snake Eyes, Cobra se revela a los Joes. Al mismo tiempo, Xamot y Tomax revelan que han utilizado a Chuckles (de quien sabían desde el principio que era un espía) para proporcionar información selectiva a los Joe con el fin de intimidarlos. Chuckles se vuelve rebelde para derribar a la organización y logra asesinar al Comandante y provocar la destrucción nuclear de una base en la isla Cobra.
Después de una serie de pérdidas catastróficas para el equipo de Joe (incluida la destrucción de la Sección Diez, la pérdida del dispositivo M.A.S.S. y el posterior abandono de la base lunar Selene), el Consejo Cobra responde creando un concurso para determinar quién sería el próximo Comandante: el que asesine a más Joes asume el papel de Comandante. Un agente despiadado llamado Krake gana la competencia, en gran parte al revelar que había matado y reemplazado a uno de sus rivales con Zartan, duplicando su puntaje de asesinatos y mostrando la iniciativa de romper las reglas para ganar.
El nuevo Comandante ordena la invasión abierta de la nación del sudeste asiático de Nanzhao y convence con éxito al mundo en general de que Nanzhao era un régimen brutal que se beneficiaba del tráfico internacional de drogas; en realidad, la invasión es una fachada para adquirir las enormes reservas de oro del país y hacer subir el precio de la heroína, una droga que trafica la propia Cobra. El Comandante luego mata al Consejo Cobra y asume el control total de Cobra.

## Serie animada

### Sunbow
La caricatura Sunbow no exploró cómo comenzó Cobra. Fue solo en G.I. Joe: The Movie que se revela que la organización era la favorita de una civilización subterránea de 40,000 años de antigüedad llamada Cobra-La, cuyos habitantes con forma de serpiente fueron empujados a la clandestinidad por el advenimiento de la humanidad. El Comandante Cobra era, en realidad, un miembro de esta raza clandestina. Se le encomendó la creación de una organización que invadiría el mundo en general. Esta revelación, sin embargo, contradice lo establecido en la primera temporada de la serie. También se revela que la creación de Serpentor fue una iniciativa de Cobra-La: mediante el uso de un dispositivo de control mental biológico, implantaron la idea en la mente del Dr. Mindbender.
La creación de Cobra-La fue un efecto secundario no intencional de la demanda de Hasbro de que el Emperador Cobra Serpentor no presentado hasta ahora se insertara en la serie, a pesar de que el Comandante Cobra se había establecido durante mucho tiempo como el único jefe de Cobra. El editor de historias y escritor de la serie, Buzz Dixon, ofreció dos posibles argumentos para que funcionara: uno tenía el liderazgo sénior de Cobra, harto de los constantes fracasos del Comandante Cobra, y decidió construir literalmente un mejor líder. El otro presentó a Cobra como un frente para una organización vasta, secreta y mucho más siniestra cuyo liderazgo encuentra que el Comandante Cobra carece y envía a Serpentor como reemplazo. Hasbro, al gustarle ambas ideas, hizo que los escritores de la serie combinaran ambos conceptos.
Los escritores despreciaron el nombre Cobra-La y originalmente solo tenían la intención de usarlo como un nombre de trabajo para ser reemplazado por un nombre "real" en el producto terminado; fueron anulados por Hasbro. Buzz Dixon tenía una idea muy diferente originalmente para el origen de Cobra. En una historia titulada "El hombre más peligroso del mundo", se reveló que Cobra se organizó originalmente en torno a las teorías políticas de una figura tipo Karl Marx/Friedrich Nietzsche, a quien el Comandante Cobra encerró cuando el Comandante comenzó a corromper a la comunidad Filosofías Cobra desde sus principios originales. Un episodio de dos partes de la primera temporada, Worlds Without End, retrata una realidad alternativa en la que Cobra ha establecido el control sobre los Estados Unidos (y aparentemente todo el mundo). Aunque el reinado de Cobra es totalitario, no usa su poder para promover ninguna ideología más allá de glorificar su liderazgo, y no hay señales de Cobra-La u otro respaldo inhumano.
A ninguno de los señores líderes de Cobra, excepto a Destro y la Baronesa, le gustan los demás. Durante el encuentro con el Gamesmaster, Zartan acusa a Destro de secuestrar al Comandante Cobra; Destro se niega a negociar la liberación de Zartan de G.I. Joe y mira al Comandante Cobra con desprecio; la Baronesa no cree en la promesa del Comandante Cobra de que enviará ayuda después de escapar en helicóptero y prefiere a la miembro de G.I. Joe Lady Jaye, para usar el vehículo; y el Comandante Cobra solo confía en sí mismo. Incluso después de la victoria completa de Cobra en "Worlds Without End", persiste la desconfiada rivalidad entre el Comandante Cobra y Destro, lo que lleva al régimen al borde de la guerra civil.

### Sgt. Savage and the Screaming Eagles
En el episodio piloto de Sgt. Savage and his Screaming Eagles, el General Blitz afirma que ayudó a crear Cobra, durante una teleconferencia entre Blitz y el Comandante Cobra.

### G.I. Joe: Sigma 6
Varios de los miembros destacados de la organización, como el Comandante Cobra, Destro, Baronesa y Zartan, aparecen de manera destacada en la serie de televisión G.I. Joe: Sigma 6. Muchos de estos miembros reciben algún tipo de mejora cibernética. La versión Sigma 6 de Cobra mantiene los B.A.Ts como el grueso principal de su ejército con personal humano que actúa principalmente como técnicos.

### G.I. Joe: Renegades
En la serie de televisión G.I. Joe: Renegades, Cobra se presenta como Industrias Cobra, una empresa multinacional involucrada en comunicaciones, productos farmacéuticos y tecnologías militares. El gobierno de los EE. UU. los ha sospechado durante mucho tiempo de actividades delictivas, pero no tenía pruebas. Los Joe, aquí enmarcados como criminales por su intento de descubrir la verdad, intentan encontrar evidencia de los planes de dominación mundial de Cobra. El Comandante Cobra, Baronesa, Destro y Doctor Mindbender son los miembros más destacados de Cobra, pero Mayor Bludd, Storm Shadow, Zartan y Firefly también trabajan para Cobra.

## Película de acción real

### G.I. Joe: The Rise of Cobra
En la película de 2009 G. I. Joe: The Rise of Cobra, Cobra como organización no aparece como tal. En cambio, Industrias M.A.R.S., propiedad de James McCullen, se presenta como los principales antagonistas. Mientras McCullen construye su compañía y convence a la OTAN para que financie sus proyectos de investigación y desarrollo para construir armas más avanzadas, también concibe un plan elaborado para conquistar el mundo creando un enemigo que inspirará temor a escala global y hará que todos recurran al individuo más poderoso en la Tierra: el Presidente de los Estados Unidos. Con este fin, McCullen convierte los recursos ilimitados de M.A.R.S. hacia el espionaje y el terrorismo.
Si bien no está presente, hay varias sugerencias a lo largo de la película acerca de lo que se convertirá en Cobra, como la presencia de los guerreros de élite de Industrias M.A.R.S., llamados Neo-Vipers, y el Doctor que toma el alias de "El Comandante", afirmando que "el tiempo ha pasado", ha llegado a que la cobra se levante y se revele a sí mismo "mientras escapa en un submarino con el logotipo de Cobra. Al final de la película, el Comandante y McCullen, ahora conocido como Destro, están encarcelados en el USS Flagg mientras Zartan aparece al final haciéndose pasar por el presidente de los Estados Unidos.

### G.I. Joe: Retaliation
Mientras el Comandante y el Destro siguen encarcelados, Cobra reaparece en la película de continuación G.I. Joe: Retaliation, bajo el liderazgo del presidente de los Estados Unidos que es secretamente Zartan disfrazado. Zartan recluta al ex Joe, Firefly y Storm Shadow para liberar al Comandante, pero deja a Destro en prisión. Storm Shadow más tarde traicionaría a Cobra y se une a los Joes para detener a Cobra y matar a Zartan.

### Snake Eyes
Cobra jugó un papel importante en Snake Eyes con Baronesa como figura decorativa y el jefe de Yakuza, Kenta Takamura, como miembros. Storm Shadow se unió a Cobra al final después de ser expulsado del Clan Arashikage, después de la traición y muerte de Kenta.

## Lectura adicional
- Hidalgo, Pablo (2009). G.I. Joe Vs. Cobra: The Essential Guide. New York: DelRey/Ballantine Books. ISBN 9780345516428.
- Bellomo, Mark (2009). The Ultimate Guide to G.I. Joe 1982-1994: Identification & Price Guide (2nd edición). Iola, Wisconsin: Krause Publications. ISBN 9780896899223.